# كرة القدم في إندونيسيا
كرة القدم في إندونيسيا تعد كرة القدم هي الرياضة الأكثر شعبية في إندونيسيا، من حيث الحضور والمشاركة والإيرادات السنوية. حيث يقوم اتحاد كرة القدم الإندونيسي بإدارة المنتخب الوطني لكرة القدم للرجال، والسيدات، ومنتخب كرة الصالات والدوري الإندونيسي. لانه الهيئة المسؤولة عن رياضة كرة القدم في إندونيسيا.

## المنتخب الوطني (للرجال)
شهد منتخب إندونيسيا على الصعيد الدولي نجاحًا محدودًا على الرغم من كونه أول منتخب آسيوي يتأهل لكأس العالم في عام 1938. بعد الخسارة 0-6 أمام المجر في مرحلة خروج المغلوب والتي أصبحت الدولة الوحيدة التي لعبت مباراة واحدة فقط في كأس العالم ولم تتأهل مرة أخرى منذ ذلك الحين.

## المنتخب الوطني (للسيدات)
على الرغم ان المنتخب الوطني للسيدات لم يتأهل لأي بطولة احتل المركز الرابع في كأس آسيا للسيدات في عامي 1977 و1986.

## الأندية
بعض الفرق الرئيسية:
- برسيجا جاكارتا
- برسيب باندونغ
- بيرسيبايا سورابايا
- بيرسيتا تانغيرانغ
- بي إس إم إس ميدان
- بيرسيك كديري
- برسيبورا جايابورا
- بيرسيوا وامينا
- نادي آريما كرونوس